# Jakub Otava
Jakub Otava (* 9. června 1981, Praha) je český fotbalový funkcionář. Dříve pracoval jako sportovní komentátor na stanicích Galaxie Sport a TV Nova, poté působil ve společnosti STES. Roku 2007 nastoupil do pozice tiskového mluvčího fotbalového klubu AC Sparta Praha, momentálně v tomto klubu působí jako člen představenstva a personální ředitel. Jeho hlavním úkolem je vyjednávání přestupů s jinými kluby nebo dopisování smluv s hráči a jejich agenty.
Když na únorovém setkání Evropské asociace klubů (ECA) odstoupil bývalý ředitel Glasgow Rangers John McClelland a generální manažerka Galatasaray Instanbul, Ebru Köksal, měl být na uvolněné místo po Johnu McClellandovi dosazen právě Jakub Otava. V hlasování získal získal devět ze šestnácti možných hlasů zástupců klubů a proto je od února 2012 členem ECA.
V červenci 2015 se umístil v žebříčku top 50 nejvlivnějších lidí ve fotbalu. Vystudoval pražské gymnázium Nad Kavalírkou, je ženatý, s manželkou Annou má syna Lukáše.